# یواس‌اس ویکسبرگ (سی‌جی-۶۹)
یواس‌اس ویکسبرگ (سی‌جی-۶۹) (به انگلیسی: USS Vicksburg (CG-69)) یک کشتی است که طول آن 567 feet (173 m) می‌باشد. این کشتی در سال ۱۹۹۱ ساخته شد.